# Paljavesi
Paljavesi är en sjö i Finland. Den ligger i kommunen S:t Michel i landskapet Södra Savolax, i den södra delen av landet, 200 km nordost om huvudstaden Helsingfors. Paljavesi ligger 75,7 meter över havet. Den är 36,65 meter djup. Arean är 10,6 kvadratkilometer och strandlinjen är 77,91 kilometer lång. Sjön  ingår i Vuoksens huvudavrinningsområde.   I omgivningarna runt Paljavesi växer i huvudsak blandskog.